# Linnaemya nigrohirta
Linnaemya nigrohirta là một loài ruồi trong họ Tachinidae.